# Condado de Calhoun (Míchigan)
El condado de Calhoun (en inglés: Calhoun County, Míchigan), fundado en 1829, es uno de los 83 condados del estado estadounidense de Míchigan. En el año 2000 tenía una población de 137 985 habitantes con una densidad poblacional de 75 personas por km². La sede del condado es Marshall.

## Geografía
Según la Oficina del Censo, el condado tiene un área total de 2023 km² (781,1 mi²), de la cual 1836 km² (708,9 mi²) es tierra y 26 km² (10,0 mi²) es agua.

## Condados adyacentes
- Condado de Eaton norte
- Condado de Barry noroeste
- Condado de Jackson este
- Condado de Kalamazoo oeste
- Condado de Hillsdale sureste
- Condado de Branch sur
- Condado de St. Joseph suroeste

## Demografía
En el 2000 la renta per cápita promedia del condado era de $38,918, y el ingreso promedio para una familia era de $47,167. El ingreso per cápita para el condado era de $19,230. En 2000 los hombres tenían un ingreso per cápita de $37,001 frente a los $26,464 que percibían las mujeres. Alrededor del 11.30% de la población estaba bajo el umbral de pobreza nacional.

## Lugares

### Ciudades
- Albion
- Battle Creek
- Marshall
- Springfield

### Villas
- Athens
- Burlington
- Homer
- Tekonsha
- Union City (parcial)

### Lugar designado por el censo
- Brownlee Park
- Level Park-Oak Park

### Comunidades no incorporadas
| - Albion Landing - Babcock - Beadle Lake - Bedford - Bentleys Corners - Ceresco - Charlotte Landing | - Clarence Center - Clarendon - Condit - Duck Lake - East Leroy - Eckford - Greenfield Park | - Joppa - Oak Park - Maplehurst - Marengo - Old Mill Gardens - Orchard Park - Partello | - Pennfield - Pine Creek - Pine Creek Indian Reservation - Rice Creek - Sonoma - Springfield Place - Stanley Corners | - Sunrise Heights (subdivision) - Verona Park - Walnut Point - Wattles Park - West Leroy - Wrights Corners |

### Municipios
| - Municipio de Albion - Municipio de Athens - Municipio de Bedford Charter - Municipio de Burlington | - Municipio de Clarence - Municipio de Clarendon - Municipio de Convis - Municipio de Eckford | - Municipio de Emmett Charter - Municipio de Fredonia - Municipio de Homer - Municipio de Lee | - Municipio de Leroy - Municipio de Marengo - Municipio de Marshall - Municipio de Newton | - Municipio de Pennfield Charter - Municipio de Sheridan - Municipio de Tekonsha |